# Pechkohle

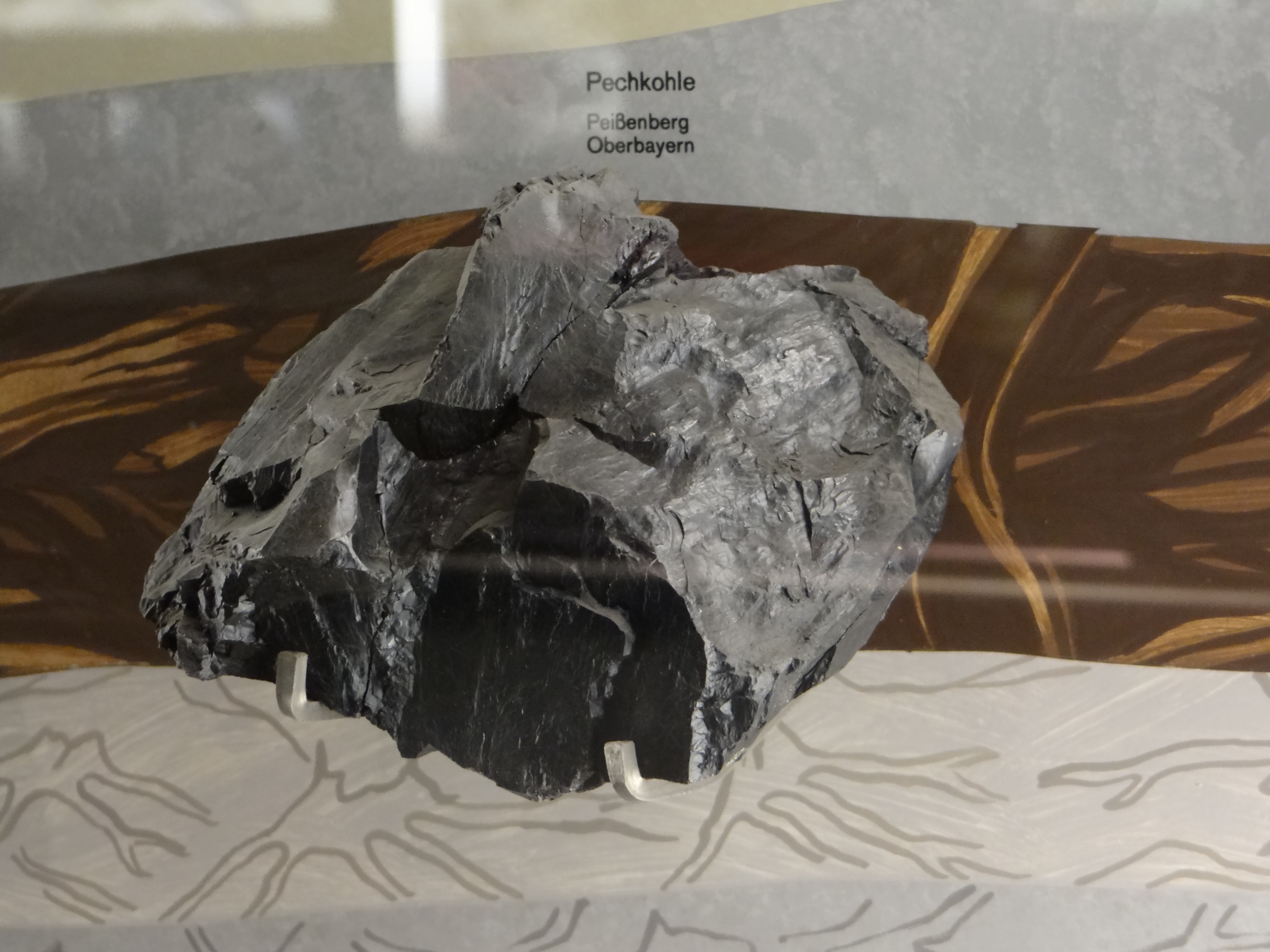
Pechkohle aus Peißenberg
(gezeigt im Deutschen Bergbau-Museum)

Die Pechkohle ist eine als Glanzkohle ausgebildete Hartbraunkohle des nördlichen Alpenvorlandes. Sie wurde vorwiegend in Südbayern in den Regionen um Peißenberg, Hohenpeißenberg, Penzberg, Peiting, Hausham, Miesbach, Au bei Bad Aibling und Marienstein abgebaut.

## Vorkommen

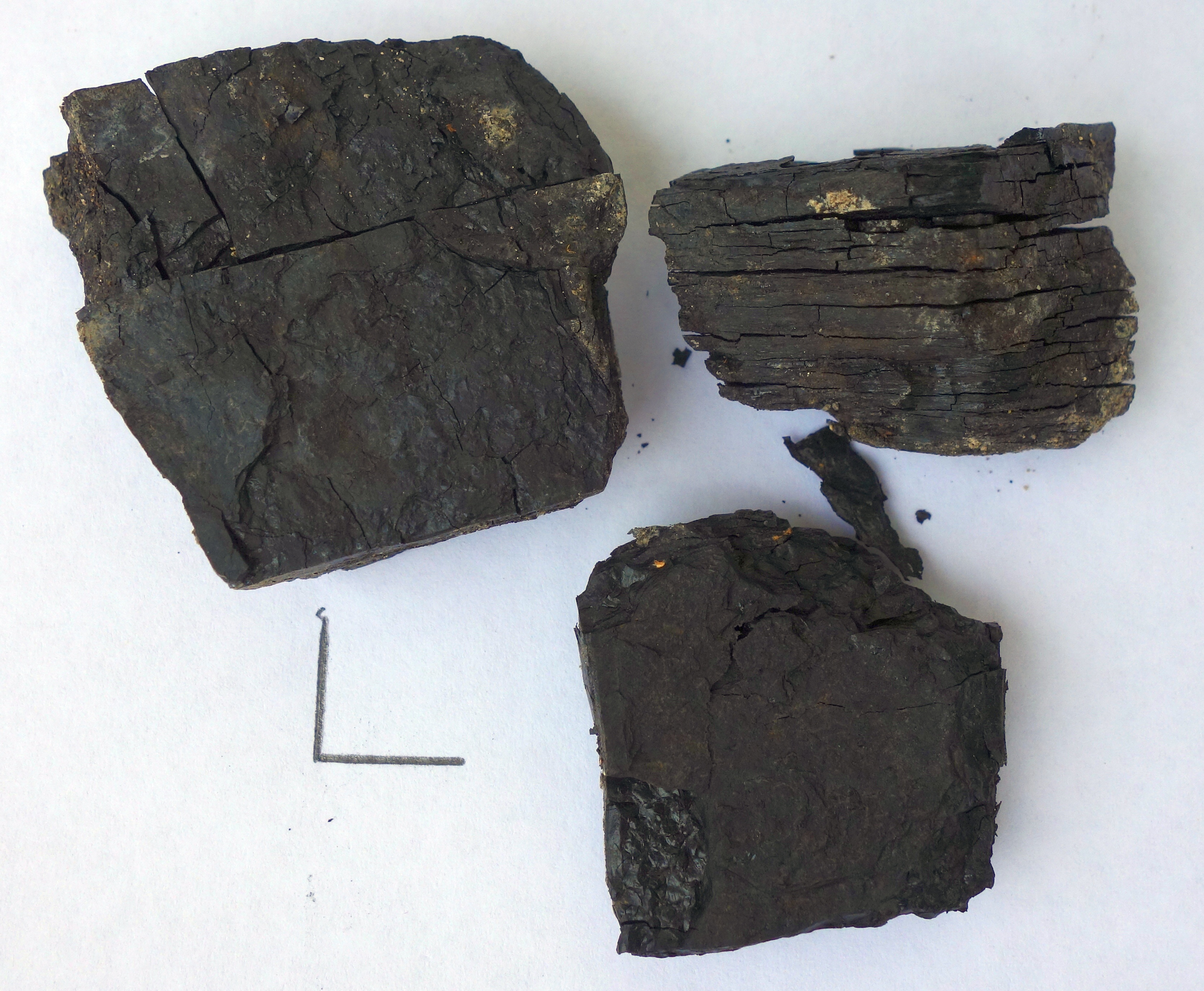
Pechkohle aus Peiting
(verwittert, aus einer Abraumhalde)

Die Pechkohlenvorkommen in Südbayern werden durch die rechten Donaunebenflüsse Lech im Westen und Inn im Osten begrenzt. Die Lagerstätten befinden sich alle in sogenannten Mulden, alle diese Mulden erstrecken sich praktisch in Ost-West-Richtung. Im Westen liegen die „Peißenberger“, „Rottenbucher“ und die „Murnauer Mulde“ in etwa parallel. Weiter östlich liegen die „Penzberger“, die kleine „Langsee-Mulde“ und die große „Nonnenwald-Mulde“. Die Penzberger Mulde und die Nonnenwald-Mulde liegen parallel. Noch weiter im Osten liegen die „Miesbacher-Auer“ und die „Mariensteiner-Haushamer Mulde“; die beiden letzteren Mulden verlaufen ebenfalls fast parallel. Die Flöze haben teilweise eine Mächtigkeit von über einem Meter. Die vielen geringmächtigen Flöze, von oft nur etwa 0,5 Metern Mächtigkeit, waren schwieriger abzubauen als dickere Flöze, wie sie in anderen Kohlerevieren vorkommen. Die abbauwürdigen Flöze sind relativ stark verunreinigt und enthalten 50 bis 90 Prozent verwertbare Kohle.

## Eigenschaften
Diese Kohlenart ist eine stark inkohlte Hartbraunkohle und hat ein Lagerstättenalter von 35 bis 40 Millionen Jahren. Sie ist spröde und hat in der Regel lagenweise Zusammensetzung. Der Heizwert liegt zwischen 21.000 kJ/kg und 23.500 kJ/kg (etwa 5.000 bis 5.600 kcal/kg), der Kohlenstoffgehalt bei ca. 60 %. Steinkohle hat im Vergleich dazu einen Heizwert von etwa 31.000 kJ/kg (etwa 7.500 kcal/kg), Weichbraunkohle einen zwischen 6.490 und 13.000 kJ/kg (1.550 und 3.100 kcal/kg).  Pechkohle enthält etwa 80 % Brennbares, der Aschegehalt liegt bei etwa 10 % und der Wassergehalt bei etwa 8 bis 10 %. Sie hat einen hohen Anteil von flüchtigen Bestandteilen von 35 bis 42 % und brennt langflammig. Der Schwefelgehalt ist ebenfalls hoch. Die Kohle eignet sich nicht zur Verkokung, und die Brikettierung ist nur durch Zugabe von Bindemitteln möglich.
| Inhaltsstoff             | Gehalt in % |
| ------------------------ | ----------- |
| Kohlenstoff              | 57,1        |
| Wasserstoff              | 4,4         |
| Sauerstoff u. Stickstoff | 14,0        |
| Schwefel                 | 5,3         |
| Asche                    | 8,0         |

## Geschichte

### Entstehungsgeschichte
Im Tertiär, vor 40 Millionen Jahren, gab es entlang der heutigen Alpen je ein Nord- und ein Südmeer. Das Gebiet der heutigen Alpen, zwischen diesen Meeren, war Festland. Das Klima war tropisch. In Sümpfen gab es günstige Wachstumsbedingung für Pflanzen, und es entstanden Moore mit Torf. Diese Moore gerieten phasenweise immer wieder unter den Meeresspiegel, wodurch unterschiedliche Schichten entstanden. Durch die sogenannte Inkohlung mit Luftabschluss und darübergelagerten Schichten, die für den nötigen Druck sorgten, entstand im Verlauf von vielen Millionen Jahren diese Kohle. Zunächst entstand Weichbraunkohle, dann die heutige Hartbraunkohle. Durch die Bildung der Alpen, vor etwa 25 bis 30 Millionen Jahren, hob sich das Gebiet, und durch Erosion kamen die kohleführenden Schichten allmählich wieder an die Oberfläche und wurden dort im 16. Jahrhundert entdeckt.

### Geschichte des Abbaus
Der Bergrat Mathias von Flurl erfasste 1792 die damals bekannten Vorkommen in seinem Buch Beschreibung der Gebirge von Baiern und der oberen Pfalz. Der dauerhafte, systematische Abbau mit hohen Fördermengen erfolgte etwa ab der Mitte des  19. Jahrhunderts im Zuge der Industrialisierung. Die Pechkohle wurde, bis auf bedeutungslose Ausnahmen, unter Tage, bis in Tiefen von über 1000 Meter abgebaut. In Südbayern hatte der Bergbau nicht die Dominanz wie in anderen Kohlebergbaugebieten, weil die Region gleichzeitig landwirtschaftlich geprägt blieb. Da die Kohle wegen ihrer nicht vorhandenen Backfähigkeit nicht verkokt werden konnte, bildete sich im Abbaugebiet keine angegliederte Montanindustrie. Während sich die Belegschaft in Peißenberg im Wesentlichen aus der örtlichen ländlichen Bevölkerung bildete, stammten in Penzberg und Hausham viel mehr Bergleute aus anderen Regionen. Diese beiden Zechen wurden von der in München ansässigen Bergwerksgesellschaft Oberbayerische Aktiengesellschaft für Kohlenbergbau betrieben. Im Jahr 1951 wurde in Peißenberg ein neues mechanisches Abbauverfahren für geringmächtige Flöze, der sogenannte Rammbetrieb, entwickelt. Der Abbau wurde im Jahr 1962 in Marienstein und im Jahr 1971 in Peißenberg aufgegeben. Die Lagerstätten waren nicht erschöpft. Als gegen Ende der Absatz der Pechkohle allmählich zurückging, wurde teilweise noch versucht, diesem Rückgang durch Kohleverstromung mithilfe neuer Kohlekraftwerke entgegenzuwirken.

### Bergwerke
- Bergwerk Hausham (1871–1966)
- Bergwerk Marienstein (1852–1962)
- Bergwerk Peißenberg (1837–1971)
- Bergwerk Peiting (1920–1968)
- Bergwerk Penzberg (1796–1966)

## Wirtschaftliche Aspekte
Als es noch keine Eisenbahn gab, fand der Transport überwiegend durch Flöße auf dem Wasserweg statt, aber ein Großteil des Ertrags ging durch den Transport mit Fuhrwerken verloren. Als es dann die Eisenbahnanschlüsse gab, war der Transport erheblich erleichtert. Mit neuen Verkehrsmitteln entstand gleichzeitig Konkurrenz von anderen Kohlenrevieren. Die oberbayerische Pechkohle hatte nicht die überregionale Bedeutung wie etwa die deutsche Steinkohle, sie wurde hauptsächlich nur in Südbayern verkauft. Es lohnte sich nicht, diese Kohle mit vergleichsweise geringem Brennwert, die mit relativ hohem Aufwand gewonnen wurde, über lange Strecken zu transportieren. Absatzgebiete der Gruben Hausham, Penzberg und Marienstein waren das östliche Oberbayern, Niederbayern, Ingolstadt, die Kohle aus der Peißenberger Mulde (Peißenberg, Hohenpeißenberg, Peiting) wurde im westlichen Oberbayern und in Bayerisch-Schwaben verkauft. München wurde von beiden Richtungen beliefert. Diese Gebietsgrenzen wurden vor dem Zweiten Weltkrieg durch das rechtsrheinische Kohlensyndikat festgelegt und etwa bis 1958 eingehalten. Der ausschlaggebende Grund für die Schließung der Bergwerke war, dass diese Kohle gegenüber Heizöl nicht mehr konkurrenzfähig war.